# Јелица Машковић
Јелица Јеја Машковић (Плана, код Колашина, 1. децембар 1924 — Купрес, 13. август 1942) била је учесница Народноослободилачке борбе и народни херој Југославије.

## Биографија
Рођена је 1. децембра 1924. године, у селу Плана, код Колашина, у сиромашној сељачкој породици.
Основну школу завршила је у родном мјесту. Школовање је наставила у Домаћичкој школи у Никшићу, гдје се веома рано опредјељује за револуционарни омладински покрет. Њена породица је, такође, била лијево оријентисана. Отац Новица је припадао револуционарном радничком покрету и борио се за идеје КП Југославије. Стриц Мијат, студент права, учествовао је у Шпанском грађанском рату, и тамо погинуо као руководилац чете у једној од Интернационалних бригада.
Јелица је, као ученик Домаћичке школе, постала члан Савеза комунистичке омладине Југославије (СКОЈ) 1939. године. Уочи рата, изабрана је за члана општинског руководства СКОЈ-а у бившој липовској општини. У припремама за Тринаестојулски устанак, веома је политички ангажована у раду с омладином у своме мјесту. Од 13. јула 1941. активно учествује у Народноослободилачкој борби, као и цела њена породица, родитељи и браћа били су у јединицама Комског партизанског одреда. Крајем 1941. постала је члан Комунистичке партије Југославије (КПЈ).
Приликом формирања Четврте пролетерске црногорске ударне бригаде, постаје борац Прве чете Четвртог батаљона. У истој јединици постала је десетар и један од истакнутих бораца. Показала је велику неустрашивост у свим борбама које је њена јединица водила од Горњег Вакуфа и Бугојна до херојске погибије на Купресу.
У борби за Бугојно, припадала је групи од 12 одабраних бомбаша, чиме је потврдила мишљење другова у чети да је један од њених најбољих бораца. У борби на Околишту, гдје се такође храбро држала, примила је пушкомитраљез.
У првом нападу на Купрес учествовала је као пушкомитраљезац и десетар. После неуспјеха, при извлачењу батаљона, усташе су јуришале на заштитницу и рањене другове, опкољавајући бочно. У том часу Јелица је, као пушкомитраљезац, заједно са својим командиром, јуначки дочекала непријатеље, рафалима покосила прве редове, и задржала их све док се батаљон није извукао из окружења. У другом нападу на Купрес, два дана касније, у страховитом окршају с усташким црним легијама у Купресу, из Јеличине десетине погинуло је 8 бораца. Ускоро је и сама подијелила њихову судбину. Тешко рањена, није дозволила четном болничару Иконији Радовић да је извлачи с бојишта, да се не изложи смртној опасности. Да не би пала жива у усташке руке, активирала је бомбу и храбро завршила живот, 13/14. августа 1942. године.
Указом Президијума Народне скупштине ФНР Југославије 20. децембра 1951. проглашена је за народног хероја.